# Buncrana
Buncrana, Iers: Bun Cranncha, is een plaats in het noorden van Ierland, op het schiereiland Inishowen.

## Geboren
- Ray McAnally (1926-1989), acteur